# Lankesterella spannageliana
Lankesterella spannageliana är en orkidéart som först beskrevs av Frederico Carlos Hoehne och Alexander Curt Brade, och fick sitt nu gällande namn av Rudolf Mansfeld. Lankesterella spannageliana ingår i släktet Lankesterella och familjen orkidéer. Inga underarter finns listade i Catalogue of Life.